# Chiesa della Madonna delle Vigne
La chiesa della Madonna delle Vigne è un edificio religioso situato nel comune di Orbetello. La sua ubicazione è presso il quartiere di Orbetello Scalo, in prossimità della strada che in passato costituiva il tracciato dell'Aurelia Antica.

## Storia
La chiesa fu costruita nel corso dell'Ottocento, nel luogo in cui probabilmente esisteva già una più piccola cappella rurale o un tabernacolo lungo l'originario tracciato della Via Aurelia.
La denominazione conferita richiama anche la presenza dei vigneti che caratterizzavano l'area, prima della costruzione della frazione di Orbetello Scalo e della relativa viabilità locale.
La chiesa è stata la parrocchia della frazione, fino all'anno della consacrazione della più moderna chiesa di San Giuseppe Benedetto Cottolengo.

## Descrizione
La chiesa della Madonna delle Vigne si presenta come un semplice edificio religioso ad aula unica, con la facciata principale delimitata su ciascun lato da una lesena che giunge fino all'altezza del tetto a capanna.
Al centro della facciata principale anteriore si apre il semplice portale d'ingresso di forma rettangolare, con l'architrave poggiante su modanature che costituisce la base per l'arco a tutto sesto in stile neoromanico: tra l'arco e l'architrave è racchiusa una lunetta semicircolare. Al centro della parte superiore della facciata anteriore si apre una caratteristica monofora ad arco tondo neoromanico, poggiante su ciascun lato su una pregevole colonnina. La parte sommitale del prospetto principale culmina con un coronamento ad archetti ciechi di forma semicircolare, che nell'insieme collega le due lesene laterali dopo aver raggiunto il vertice alto al centro della parte superiore del corpo di fabbrica.
Nella parte posteriore della chiesa si eleva un campanile a vela.
L'interno, a navata unica custodisce un altare decorato con colonne laterali a sezione circolare, i cui capitelli costituiscono la base per l'imponente timpano; al centro è collocata una nicchia che custodisce una tavola.